# Massongex
Massongex je obec v západní (frankofonní) části Švýcarska, v kantonu Valais. Žije zde přibližně 1 800 obyvatel.

## Geografie

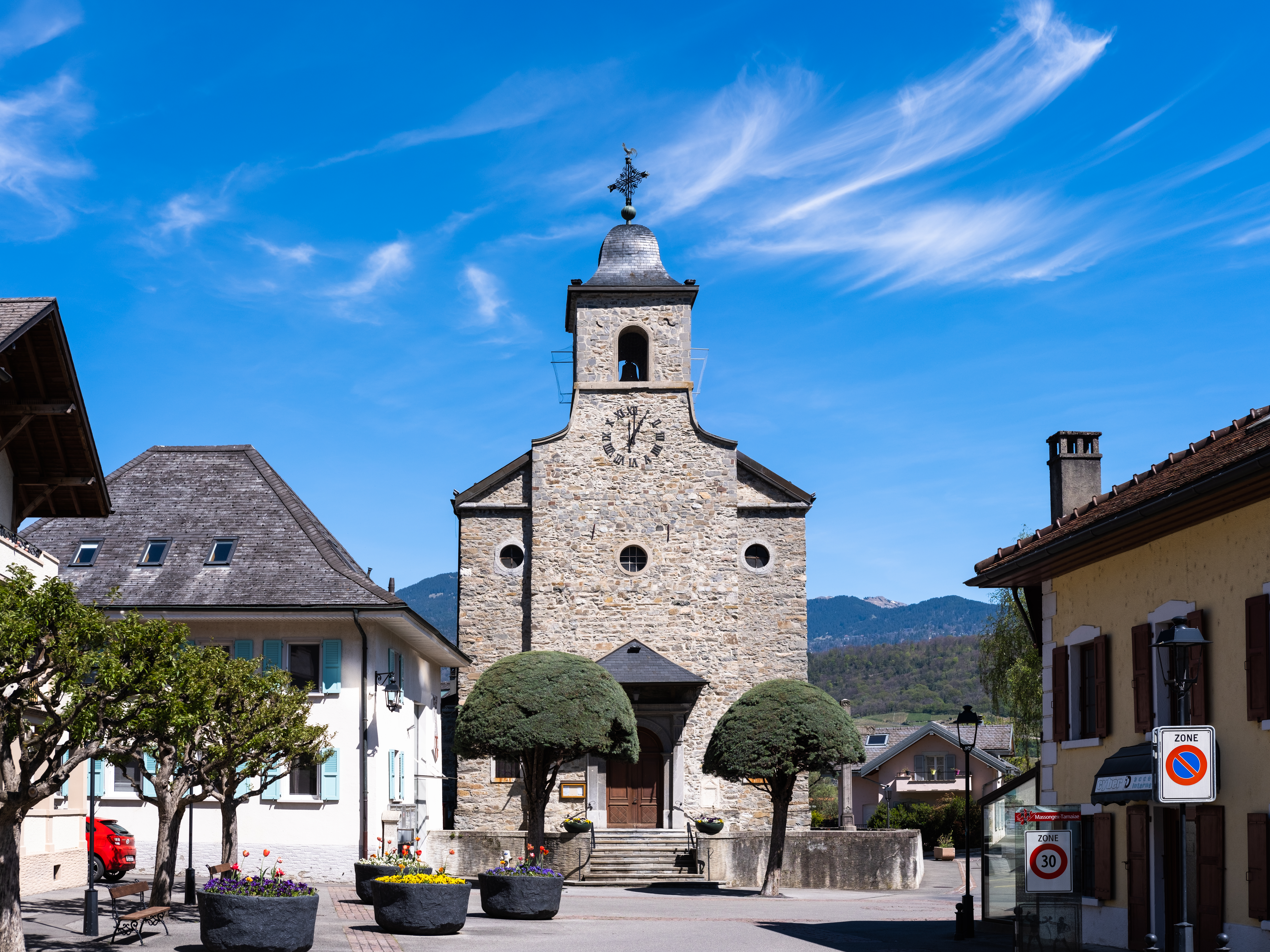
Farní kostel

Obec se nachází na levém břehu řeky Rhôny, severně od okresního městečka Saint-Maurice. Skládá se z hlavní obce Massongex a osmi vesnic včetně Daviaz.
Sousedními obcemi jsou Bex (kanton Vaud), Saint-Maurice, Vérossaz a Monthey.

## Historie
Podle vykopávek bylo území dnešní obce osídleno již od konce pozdní předřímské doby železné (období laténské kultury). Nazývala se Tarnaiae a pravděpodobně ji obýval galský kmen Nantuatů, od něhož je odvozen vědecký název Tarnaiae Nantuatium. Tarnaiae bylo prvním místem pod Martigny, kde bylo možné překročit řeku Rhonu, a proto bylo v římské době důležitým obchodním centrem. Název místa pravděpodobně pocházel od boha Taranise. Tarnaiae bylo pravděpodobně zničeno Alamany v roce 260 n. l. Základy veřejných termálních lázní z římských dob jsou dnes k vidění v Massongexu.
Spolu s Bex a Morcles patřila vesnice k panství biskupa ze Sionu a poté, jako součást kastelánství Saint-Maurice, hrabatům Savojským. Po roce 1475 se Massongex stal součástí panství Saint-Maurice. Po helvétské revoluci v roce 1798 se obec stala součástí okrsku (Zenden) Saint-Maurice. Farnost, která byla založena v roce 1250, zahrnovala dnešní území obce. Patřila pod jurisdikci biskupa, který jmenoval faráře na žádost místokancléřů M. a opata ze Saint-Maurice. Kostel Saint-Jean-Baptiste byl v letech 1606 a 1820 nahrazen novou stavbou. Do 17. století stála na místě kaple s polním jménem Saint-Martin, v roce 1923 byla postavena kaple Sacré-Cœur v Daviazu. Obyvatelé vesnice se dříve živili zemědělstvím, dnes pracují především ve službách v okolních městech. Roku 1995 byla v obci postavena víceúčelová hala.

## Obyvatelstvo
| Vývoj počtu obyvatel | Vývoj počtu obyvatel | Vývoj počtu obyvatel | Vývoj počtu obyvatel | Vývoj počtu obyvatel | Vývoj počtu obyvatel | Vývoj počtu obyvatel | Vývoj počtu obyvatel | Vývoj počtu obyvatel | Vývoj počtu obyvatel |
| -------------------- | -------------------- | -------------------- | -------------------- | -------------------- | -------------------- | -------------------- | -------------------- | -------------------- | -------------------- |
| Rok                  | 1798                 | 1850                 | 1900                 | 1950                 | 2000                 | 2010                 | 2012                 | 2014                 | 2016                 |
| Počet obyvatel       | 214                  | 503                  | 600                  | 659                  | 1319                 | 1653                 | 1685                 | 1749                 | 1823                 |